# Szergény
Szergény es un pueblo ubicado en el distrito de Celldömölk, en el condado de Vas, Hungría.

## Superficie
Posee una superficie de 15,61 kilómetros cuadrados.

## Demografía
Hasta 2019 la población era de 238 habitantes, con una densidad de población de 15,25 habitantes por kilómetro cuadrado.